# Bye Bye Tiberias
Bye Bye Tiberias ( em árabe: باي باي طبريا, translit. Bāy Bāy Ṭabariyya) é um documentário de 2023 dirigido por Lina Soualem, escrito por Soualem e Nadine Naous, em colaboração com Gladys Joujou. Segue a vida da atriz Hiam Abbass, que deixa sua aldeia palestina de Deir Hanna, na Baixa Galiléia, em Israel, para perseguir seu sonho de se tornar atriz, deixando para trás sua mãe, avó e irmãs. Abbass retorna à sua aldeia, com sua filha, Soulaem, para explorar as escolhas de sua mãe, a influência familiar e a memória do Nakba. É uma coprodução entre Palestina, Bélgica, França e Qatar.
Teve sua estreia mundial no 80º Festival Internacional de Cinema de Veneza, na seção Giornate degli Autori, em 3 de setembro de 2023, e, após diversas exibições em festivais de cinema por todo o mundo, foi lançado na França em 21 de fevereiro de 2024.

## Premissa
O documentário narra a história da família e da vida deHiam Abbass, que deixa sua aldeia natal em Israel, Deir Hanna, na Baixa Galiléia, para perseguir seu sonho de se tornar atriz, deixando para trás sua mãe, avó e irmãs. Abbass retorna à sua aldeia, com sua filha, Lina Soulaem, para explorar as escolhas de sua mãe e a influência familiar.

## Produção
Em outubro de 2020, foi anunciado que Lina Soualem dirigiria um documentário sobre sua mãe, Hiam Abbass, com o filme recebendo bolsas da Arte, Doha Film Institute e da Arab Fund for Arts and Culture.

## Lançamento
O filme teve sua estreia mundial no 80º Festival Internacional de Cinema de Veneza, na seção Giornate degli Autori, em 3 de setembro de 2023. Também foi exibido no Festival Internacional de Cinema de Toronto de 2023 em 11 de setembro de 2023. Foi exibido no Festival de Cinema de Londres em 7 de outubro de 2023, onde recebeu o Prêmio Grierson de Melhor Documentário. Em dezembro de 2023, a organização Women Make Movies adquiriu os direitos de distribuição do filme nos Estados Unidos.

## Recepção

### Recepção da crítica
No site agregador de críticas Rotten Tomatoes, 100% das 14 resenhas dos críticos são positivas, com uma classificação média de 7.80/10.

### Prêmios e indicações
Foi selecionado como a inscrição palestina para o Melhor Filme Internacional no 96º Oscar, mas não entrou na lista restrita. Foi indicado para Melhor Documentário no 39º Independent Spirit Awards.

## Ligações Externas
- Bye Bye Tiberias. no IMDb.